# US-amerikanische Fußballnationalmannschaft
Die US-amerikanische Fußballnationalmannschaft ist die Männer-Fußballnationalmannschaft der Vereinigten Staaten.

## Geschichte
Bereits in den Jahren 1885 und 1886 bestritten die Vereinigten Staaten erste inoffizielle Länderspiele gegen Kanada. Zu einer ersten offiziellen Partie kam es jedoch erst 30 Jahre später, am 20. August 1916 gegen Schweden. Dies war gleichzeitig das erste Spiel zwischen zwei Mannschaften von unterschiedlichen Kontinenten überhaupt.
Das beste Ergebnis bei einer Fußball-Weltmeisterschaft erreichten die USA 1930, als sie bis ins Halbfinale vorstießen. Einige britische Historiker behaupten, dass das US-amerikanische Team gespickt war von Spielern aus Englands Profiliga, die nicht gebürtig aus den Vereinigten Staaten stammen. Die Fakten sprechen jedoch gegen diese Theorie.
Trotz eines 1:0-Sieges gegen England kam das Team bei der Fußball-Weltmeisterschaft 1950 nicht über die Vorrunde hinaus und qualifizierte sich erst 1990 wieder für eine Weltmeisterschaft. Sie errangen bei dieser Fußballweltmeisterschaft zwar keine Punkte, jedoch gelang es ihnen ein Jahr später, den ersten CONCACAF Gold Cup, das nordamerikanische Äquivalent zur Fußball-Europameisterschaft, zu gewinnen.
1993 beim sogenannten U.S. Cup schafften die USA eine Sensation, als sie England, das Mutterland des Fußballs, mit 2:0 besiegten. Im gleichen Cup verloren sie 3:4 gegen Deutschland.
Bei der Fußball-Weltmeisterschaft 1994 im eigenen Land wurde das Achtelfinale erreicht, das am Ende lediglich knapp mit 0:1 gegen den späteren Weltmeister Brasilien verloren ging. In der Vorrunde erzielte Eric Wynalda ein sehenswertes Freistoßtor gegen die Schweiz (1:1), und Pelés Geheimfavorit Kolumbien wurde mit 2:1 besiegt.
Bei der WM 1998 in Frankreich spielten die USA zusammen mit Deutschland in einer Gruppe und wurden ohne Punkt Gruppenletzter. Viele gaben der defensiven Taktik von Trainer Steve Sampson die Schuld an dem schlechten Abschneiden, vor allem aber weil er den eingebürgerten Franzosen David Régis anstelle der Kultfigur Alexi Lalas in der Abwehr einsetzte. Alexi Lalas kritisierte vor und während der WM 1998 seinen Trainer und behielt damit Recht.
Bei der WM 2002 spielte sich ein 20 Jahre junger Sonnyboy namens Landon Donovan in die Herzen der amerikanischen Fans. Portugal, einer der WM-Favoriten, wurde 3:2 besiegt, gegen Gastgeber und WM-Halbfinalist Südkorea schaffte das US-Team ein 1:1, mit der zweiten Mannschaft gegen Polen spielend verlor das Team 1:3. Im Achtelfinale rief US-Präsident George W. Bush an und motivierte das Team gegen Nachbarland Mexiko. Die USA siegten 2:0 und Landon Donovan erzielte seinen zweiten WM-Treffer. Im Viertelfinale traf die Mannschaft wieder auf die deutsche Mannschaft. Das Spiel wurde knapp mit 0:1 gegen den späteren Vizeweltmeister verloren, womit die USA zu den zahlreichen Überraschungen dieses Turniers zählte.
In den folgenden Jahren konnte die Nationalmannschaft der USA den CONCACAF Gold Cup dreimal gewinnen (2002, 2005 und 2007). 2003 erreichte das Team den dritten Platz.

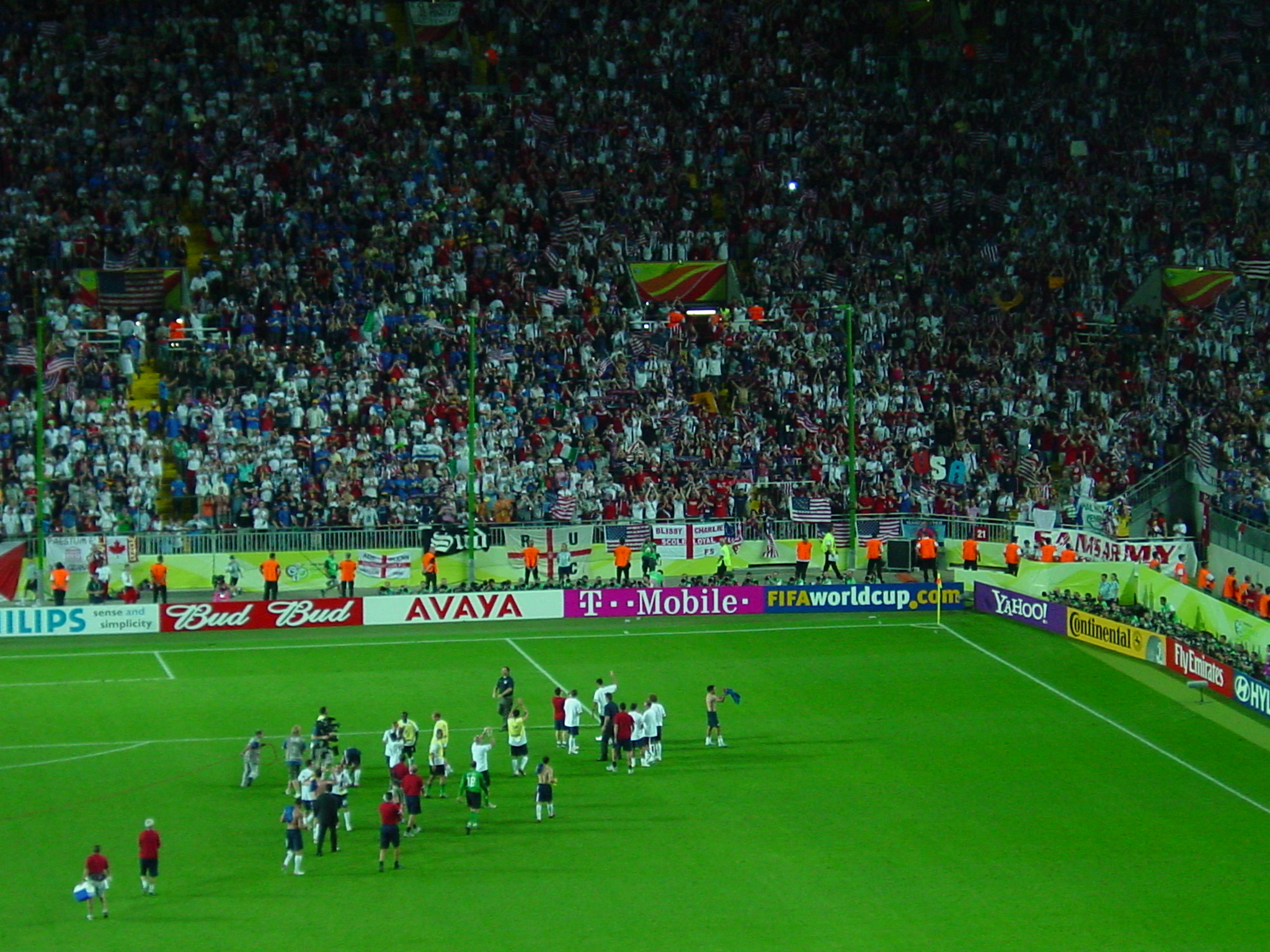
Die Nationalmannschaft der USA nach dem WM-Vorrundenspiel 2006 gegen Italien

Bei der WM 2006 schieden die Amerikaner nach der Vorrunde mit nur einem Punkt aus. Gegen den späteren Weltmeister Italien konnte ein Unentschieden erreicht werden. Das Tor für die USA erzielte der Italiener Cristian Zaccardo mit einem Eigentor. Clint Dempsey erzielte als einziger Amerikaner bei dem Turnier ein Tor. Dieses fiel bei der 1:2-Niederlage gegen Ghana.
Beim Konföderationen-Pokal 2009 erreichte die US-amerikanische Fußballnationalmannschaft zum ersten Mal in ihrer Geschichte das Finale eines interkontinentalen Turniers. Im Halbfinale hatte sie den bis dahin ungeschlagenen Europameister Spanien mit 2:0 besiegt. Das Finalspiel gegen Brasilien wurde mit 2:3 verloren, obwohl die US-Amerikaner zwischenzeitlich sogar mit 2:0 führten. Das Preisgeld für den 2. Platz betrug umgerechnet zirka 2,3 Millionen Euro.
Bis ins Finale des CONCACAF Gold Cups 2009 kam die Mannschaft kurz nach dem Konföderationen-Pokal. Im Endspiel am 26. Juli 2009 vor 71.196 Besuchern im Giants Stadium unterlag sie der mexikanischen Nationalelf mit 0:5.
Im Rahmen der Qualifikation zur Fußball-Weltmeisterschaft 2010 in Südafrika hatte sich die USA als bestes CONCACAF-Team qualifiziert und wurde bei der WM Gruppensieger durch Unentschieden gegen England und Slowenien, bei denen jeweils Rückstände aufgeholt wurden, und einem Sieg gegen Algerien, den Rekordtorschütze Landon Donovan in der Nachspielzeit sicherte. Im Achtelfinale traf das Team auf Ghana. Vorher gab es erst ein Länderspiel zwischen beiden Mannschaften, das am 22. Juni 2006 in der WM-Vorrunde mit 1:2 verloren worden war. Mit dem gleichen Ergebnis (nach Verlängerung) endete das Achtelfinale 2010.
Beim CONCACAF Gold Cups 2011 wurde wieder das Endspiel erreicht, aber vor 93.420 Zuschauern in der Rose Bowl von Pasadena trotz 2:0-Führung am Ende erneut gegen die Mexikaner verloren, die das Spiel noch drehen und 4:2 gewinnen konnten.
Besser machten es die US-Amerikaner zwei Jahre später. Beim CONCACAF Gold Cups 2013 erreichten sie erneut das Finale. Vor 57.920 Zuschauern im Soldier Field von Chicago setzte man sich mit 1:0 gegen Panama durch und gewann zum fünften Mal den Titel.
Am 10. September 2013 qualifizierte sich die US-amerikanische Mannschaft vorzeitig für die WM 2014. Am 6. Dezember 2013 wurden der US-amerikanischen Nationalmannschaft als Gruppengegner Ghana, Portugal und Deutschland zugelost. Am 16. Juni 2014 gewann die Mannschaft von Jürgen Klinsmann zum Auftakt gegen Ghana mit 2:1, nachdem Clint Dempsey die Mannschaft wenige Sekunden nach Anpfiff mit 1:0 in Führung brachte und John Anthony Brooks nach dem Ausgleich der Ghanaer mit einem Kopfball in der 86. Minute zum 2:1-Siegtreffer traf. Im zweiten Gruppenspiel lag die Mannschaft gegen Portugal bereits nach fünf Minuten durch ein Tor von Nani mit 0:1 zurück, ehe Jermaine Jones und Dempsey die Partie zugunsten der US-Amerikaner drehten, um dann in den letzten Sekunden der Nachspielzeit den Ausgleich der Portugiesen durch Silvestre Varela hinzunehmen. Im Vorfeld des entscheidenden Gruppenspiels gegen Deutschland hätte beiden Mannschaften, die punktgleich die Tabelle anführten, ein Unentschieden ausgereicht, was Erinnerungen an den Nichtangriffspakt von Gijón weckte. Die Vereinigten Staaten verloren gegen Deutschland mit 0:1, dennoch feierte die Mannschaft das Weiterkommen, da Portugal zwar zeitgleich mit 2:1 gegen Ghana gewann, die US-Amerikaner jedoch die bessere Tordifferenz aufwiesen. Im Achtelfinale schieden die Vereinigten Staaten gegen Belgien (1:2 n. V.) aus.

## Bilanzen

### Fußball-Weltmeisterschaften
| Jahr | Gastgeberland     | Teilnahme bis …    | Letzte(r) Gegner               | Platzierung | Trainer          | Bemerkungen und Besonderheiten |
| ---- | ----------------- | ------------------ | ------------------------------ | ----------- | ---------------- | --- |
| 1930 | Uruguay           | Halbfinale         | Argentinien                    | 3           | Robert Millar    | Das Spiel um den dritten Platz gegen Jugoslawien, den Verlierer des anderen Halbfinalspiels, wurde nicht ausgetragen. Die FIFA wertet die USA als Dritten und Jugoslawien als Vierten. |
| 1934 | Italien           | Achtelfinale       | Italien                        | 16          | David Gould      | Die USA hatten sich erst unmittelbar vor der WM in Rom im Qualifikationsspiel gegen Mexiko qualifiziert und verloren drei Tage später das Eröffnungsspiel gegen den Gastgeber und späteren Weltmeister mit 1:7. Das ist bis heute die höchste WM-Niederlage der USA und torreichste erste Spiel einer WM. |
| 1938 | Frankreich        | zurückgezogen      | –                              | –           |                  | |
| 1950 | Brasilien         | Vorrunde           | England, Spanien, Chile        | 10          | William Jeffrey  | Nach Niederlagen gegen Spanien und Chile und einem überraschenden Sieg gegen das erstmals bei einer WM angetretene „Mutterland des Fußballs“ als Gruppenletzter ausgeschieden. |
| 1954 | Schweiz           | nicht qualifiziert | –                              | –           |                  | In der Qualifikation an Mexiko gescheitert. |
| 1958 | Schweden          | nicht qualifiziert | –                              | –           |                  | In der Qualifikation in der Gruppenphase an Mexiko gescheitert. |
| 1962 | Chile             | nicht qualifiziert | –                              | –           |                  | In der Qualifikation in der Vorrunde an Mexiko gescheitert. |
| 1966 | England           | nicht qualifiziert | –                              | –           |                  | In der Qualifikation erneut in der Vorrunde an Mexiko gescheitert. |
| 1970 | Mexiko            | nicht qualifiziert | –                              | –           |                  | In der Qualifikation im Halbfinale an Haiti gescheitert, das sich ebenfalls nicht qualifizieren konnte. |
| 1974 | Deutschland       | nicht qualifiziert | –                              | –           |                  | In der Qualifikation in der 1. Runde an Mexiko gescheitert, das sich ebenfalls nicht qualifizieren konnte. |
| 1978 | Argentinien       | nicht qualifiziert | –                              | –           |                  | In der Qualifikation erneut in der 1. Runde und wieder an Mexiko gescheitert. |
| 1982 | Spanien           | nicht qualifiziert | –                              | –           |                  | In der Qualifikation erneut in der 1. Runde an Mexiko gescheitert. |
| 1986 | Mexiko            | nicht qualifiziert | –                              | –           |                  | In der Qualifikation in der 2. Runde an Costa Rica gescheitert, das sich ebenfalls nicht qualifizieren konnte. |
| 1990 | Italien           | Vorrunde           | CSSR, Italien, Österreich      | 23          | Bob Gansler      | Nach drei Niederlagen als Gruppenletzter ausgeschieden. |
| 1994 | USA               | Achtelfinale       | Brasilien                      | 14          | Bora Milutinović | Die Vorrunde konnte Gastgeber USA als einer der vier besten Gruppendritten überstehen. Gegen den späteren Weltmeister hielten die USA 75 Minuten lang ein 0:0 und mussten dann das entscheidende Tor durch Bebeto hinnehmen. |
| 1998 | Frankreich        | Vorrunde           | Deutschland, Iran, Jugoslawien | 32          | Steve Sampson    | Nach drei Niederlagen als Gruppenletzter ausgeschieden. |
| 2002 | Südkorea/Japan    | Viertelfinale      | Deutschland                    | 8           | Bruce Arena      | Nach einem 3:2-Sieg gegen die hoch eingeschätzten Portugiesen sowie einem 1:1 gegen den späteren Halbfinalisten Südkorea in der Vorrunde besiegten die USA Mexiko mit 2:0 und verloren erst im Viertelfinale trotz Platzüberlegenheit und mehrerer Torchancen gegen Deutschland 0:1. Überragend dabei Oliver Kahn und Donovan. |
| 2006 | Deutschland       | Vorrunde           | Tschechien, Italien, Ghana     | 25          | Bruce Arena      | Nach Niederlagen gegen Tschechien und Ghana sowie einem Remis gegen den späteren Weltmeister Italien als Gruppenletzter ausgeschieden. |
| 2010 | Südafrika         | Achtelfinale       | Ghana                          | 12          | Bob Bradley      | Erstmals nach 1930 überstanden die USA die Vorrunde wieder als Gruppensieger. Im Achtelfinale fiel die Entscheidung erst in der Verlängerung. |
| 2014 | Brasilien         | Achtelfinale       | Belgien                        | 15          | Jürgen Klinsmann | In der Qualifikation trafen die USA in der 4. Runde auf Costa Rica, Honduras, Jamaika, Mexiko und Panama und qualifizierten sich am 10. September 2013 vorzeitig. In der Gruppenphase der Endrunde gewann die Mannschaft zunächst 2:1 gegen Ghana, trennte sich 2:2 von Portugal, und schließlich reichte ihr eine 0:1-Niederlage gegen Deutschland zum Einzug ins Achtelfinale. Hier unterlag sie gegen Belgien 1:2 n. V. und schied somit aus. |
| 2018 | Russland          | nicht qualifiziert | –                              | –           |                  | In der Qualifikation in der fünften Runde an Mexiko, Costa Rica, Panama und Honduras gescheitert. |
| 2022 | Katar             | Achtelfinale       | Niederlande                    | 14          | Gregg Berhalter  | In der Qualifikation gewann man gegen Costa Rica. Nach einem 1:1-Remis gegen Wales und einem torlosen Remis gegen England wurde das Spiel gegen den Iran 1:0 gewonnen. Als Gruppenzweiter qualifizierten sich die USA für das Achtelfinale, dass jedoch 1:3 gegen die Niederlande verloren wurde. |
| 2026 | Kanada USA Mexiko |                    |                                |             |                  | Gastgeber zusammen mit Kanada und Mexiko. |

### CONCACAF Meisterschaft

#### CONCACAF-Nations-Cup
Ab 1973 diente das Turnier auch als WM-Qualifikation.
- 1963 bis 1967 – nicht teilgenommen
- 1969 – nicht qualifiziert
- 1971 – nicht teilgenommen
- 1973 bis 1985 – nicht qualifiziert
- 1989 – 2. Platz

#### CONCACAF Gold Cup
Seit 1991 wird das Turnier in den USA ausgetragen, sodass die USA immer automatisch qualifiziert waren. 1993 und 2003 war Mexiko Co-Gastgeber und die Endspiele fanden im Aztekenstadion in Mexiko-Stadt statt.
- 1991 – Gewinner
- 1993 – 2. Platz
- 1996 – 3. Platz
- 1998 – 2. Platz
- 2000 – Viertelfinale
- 2002 – Gewinner
- 2003 – 3. Platz
- 2005 – Gewinner
- 2007 – Gewinner
- 2009 – 2. Platz
- 2011 – 2. Platz
- 2013 – Gewinner
- 2015 – 4. Platz
- 2017 – Gewinner
- 2019 – 2. Platz
- 2021 – Gewinner
- 2023 – Halbfinale
- 2025 – Qualifiziert

### FIFA Konföderationen-Pokal
Die USA nahmen bisher viermal teil und konnten dabei einmal das Finale erreichen.
| Jahr | Gastgeberland  | Teilnahme bis …    | Letzter Gegner             | Ergebnis | Trainer          | Bemerkungen und Besonderheiten                                                                                              |
| ---- | -------------- | ------------------ | -------------------------- | -------- | ---------------- | --- |
| 1992 | Saudi-Arabien  | Spiel um Platz 3   | Elfenbeinküste             | Dritter  | Bora Milutinović | |
| 1995 | Saudi-Arabien  | nicht qualifiziert |                            |          |                  | |
| 1997 | Saudi-Arabien  | nicht qualifiziert |                            |          |                  | |
| 1999 | Mexiko         | Spiel um Platz 3   | Saudi-Arabien              | Dritter  | Bruce Arena      | Teilnahme als Zweiter des CONCACAF Gold Cup 1998, da Mexiko als Sieger des Gold Cups bereits als Gastgeber qualifiziert war |
| 2001 | Südkorea/Japan | nicht qualifiziert |                            |          |                  | |
| 2003 | Frankreich     | Vorrunde           | Brasilien, Kamerun, Türkei | 7.       | Bruce Arena      | |
| 2005 | Deutschland    | nicht qualifiziert |                            |          |                  | |
| 2009 | Südafrika      | Finale             | Brasilien                  | Zweiter  | Bob Bradley      | Im Halbfinale erstmals gegen Spanien gewonnen                                                                               |
| 2013 | Brasilien      | nicht qualifiziert |                            |          |                  | |
| 2017 | Russland       | nicht qualifiziert |                            |          |                  | Entscheidungsspiel als Sieger des Gold-Cup-2013 gegen Mexiko, den Sieger des Gold-Cup-2015 verloren                         |
| 1.   |                |                    |                            |          |                  | |

### Copa América
Seit 1993 lädt der südamerikanische Fußballverband CONMEBOL Mannschaften anderer Konföderationen ein, um bei deren Turnier, der Copa América, zu spielen. 2016 waren die USA Gastgeber des Jubiläumsturniers Copa América Centenario 2016, an dem neben den 10 CONMEBOL-Mitgliedern auch sechs CONCACAF-Mitglieder teilnahmen.
- 1993 – Runde 1
- 1995 – 4. Platz
- 2007 – Runde 1
- 2016 – 4. Platz

### Olympische Sommerspiele
| 1908 in London    | nicht teilgenommen |
| 1912 in Stockholm | nicht teilgenommen |
| 1920 in Antwerpen | nicht teilgenommen |
| 1924 in Paris     | Achtelfinale       |
| 1928 in Amsterdam | Achtelfinale       |
| 1936 in Berlin    | Achtelfinale       |
| 1948 in London    | Achtelfinale       |
| 1952 in Helsinki  | Qualifikation      |
| 1956 in Melbourne | Viertelfinale      |

## Aktuelles

### Kader
Folgende Spieler stehen im Kader für die Länderspiele im Oktober 2023 gegen Deutschland und Ghana:
| Spieler                | Verein                     | Geburtsdatum  | Länder- spiele | Länderspiel- tore | Debüt         | Letzter Einsatz |     |     |
| Tor                    | Tor                        | Tor           | Tor            | Tor               | Tor           | Tor             | Tor | Tor |
| ---------------------- | -------------------------- | ------------- | -------------- | ----------------- | ------------- | --------------- | --- | --- |
| Ethan Horvath          | Nottingham Forest          | 9. Juni 1995  | 009            | 0                 | 7. Okt. 2016  | 15. Juni 2022   |     |     |
| Matt Turner            | Nottingham Forest          | 24. Juni 1994 | 034            | 0                 | 31. Jan. 2021 | 14. Okt. 2023   |     |     |
| Abwehr                 |                            |               |                |                   |               |                 |     |     |
| Cameron Carter-Vickers | Celtic Glasgow             | 31. Dez. 1997 | 014            | 0                 | 14. Nov. 2017 | 14. Okt. 2023   |     |     |
| Sergiño Dest           | PSV Eindhoven              | 3. Nov. 2000  | 029            | 02                | 7. Sep. 2019  | 14. Okt. 2023   |     |     |
| DeJuan Jones           | New England Revolution     | 24. Juni 1997 | 007            | 0                 | 26. Jan. 2023 | 29. Jan. 2023   |     |     |
| Kristoffer Lund        | FC Palermo                 | 14. Mai 2002  | 002            | 0                 | 9. Sep. 2023  | 12. Sep. 2023   |     |     |
| Tim Ream               | FC Fulham                  | 5. Okt. 1987  | 053            | 01                | 17. Nov. 2010 | 14. Okt. 2023   |     |     |
| Chris Richards         | Crystal Palace             | 28. März 2000 | 013            | 01                | 16. Nov. 2020 | 14. Okt. 2023   |     |     |
| Miles Robinson         | Atlanta United             | 14. März 1997 | 027            | 03                | 7. Sep. 2019  | 28. März 2023   |     |     |
| Joe Scally             | Borussia Mönchengladbach   | 31. Dez. 2002 | 007            | 0                 | 2. Juni 2022  | 14. Okt. 2023   |     |     |
| Mittelfeld             |                            |               |                |                   |               |                 |     |     |
| Johnny Cardoso         | Internacional Porto Alegre | 20. Sep. 2001 | 008            | 0                 | 12. Nov. 2020 | 14. Okt. 2023   |     |     |
| Weston McKennie        | Juventus Turin             | 28. Aug. 1998 | 047            | 011               | 14. Nov. 2017 | 14. Okt. 2023   |     |     |
| Lennard Maloney        | 1. FC Heidenheim           | 8. Okt. 1999  | 000            | 0                 |               |                 |     |     |
| Yunus Musah            | AC Mailand                 | 29. Nov. 2002 | 030            | 0                 | 12. Nov. 2020 | 14. Okt. 2023   |     |     |
| Giovanni Reyna         | Borussia Dortmund          | 13. Nov. 2002 | 021            | 04                | 12. Nov. 2020 | 14. Okt. 2023   |     |     |
| Luca de la Torre       | Celta Vigo                 | 23. Mai 1998  | 018            | 0                 | 2. Juni 2018  | 14. Okt. 2023   |     |     |
| Angriff                |                            |               |                |                   |               |                 |     |     |
| Christian Pulisic      | AC Mailand                 | 18. Sep. 1998 | 063            | 27                | 30. März 2016 | 14. Okt. 2023   |     |     |
| Brenden Aaronson       | 1. FC Union Berlin         | 22. Okt. 2000 | 035            | 08                | 1. Feb. 2020  | 14. Okt. 2023   |     |     |
| Ricardo Pepi           | PSV Eindhoven              | 9. Jan. 2003  | 019            | 09                | 8. Sep. 2021  | 14. Okt. 2023   |     |     |
| Timothy Weah           | Juventus Turin             | 22. Feb. 2000 | 034            | 05                | 28. März 2018 | 14. Okt. 2023   |     |     |
| Alejandro Zendejas     | Club América               | 7. Feb. 1998  | 007            | 01                | 26. Jan. 2023 | 28. März 2023   |     |     |
| Folarin Balogun        | AS Monaco                  | 3. Juli 2001  | 005            | 02                | 1. Juni 2023  | 14. Okt. 2023   |     |     |
| Kevin Paredes          | VfL Wolfsburg              | 7. Mai 2003   | 002            | 0                 | 12. Sep. 2023 | 14. Okt. 2023   |     |     |

1. 1 2 3  Stand: 14. Oktober 2023 (nach dem Spiel gegen Deutschland)

## Trainer

### Rekordtrainer
| Platz | Name                | Nationalität       | Spiele | Siege | Remis | Niederlagen | Zeitraum             | Titel                              |
| ----- | ------------------- | ------------------ | ------ | ----- | ----- | ----------- | -------------------- | ---------------------------------- |
| 01.   | Bruce Arena         | Vereinigte Staaten | 1470   | 81    | 34    | 32          | 1998–2006, 2016–2017 | CONCACAF Gold Cup 2002, 2005, 2017 |
| 02.   | Jürgen Klinsmann    | Deutschland        | 98     | 55    | 16    | 27          | 2011–2016            | CONCACAF Gold Cup 2013             |
| 03.   | Bora Milutinović    | /                  | 96     | 30    | 31    | 35          | 1991–1995            | CONCACAF Gold Cup 1991             |
| 04.   | Bob Bradley         | Vereinigte Staaten | 80     | 43    | 25    | 12          | 2007–2011            | CONCACAF Gold Cup 2007             |
| 05.   | Gregg Berhalter     | Vereinigte Staaten | 74     | 44    | 13    | 17          | 2018–2022, 2023–2024 | CONCACAF Gold Cup 2021             |
| 06.   | Steve Sampson       | Vereinigte Staaten | 62     | 26    | 14    | 22          | 1995–1998            |                                    |
| 07.   | Bob Gansler         | /                  | 37     | 15    | 06    | 16          | 1982, 1989–1991      |                                    |
| 08.   | Walter Chyzowych    | /                  | 32     | 08    | 10    | 14          | 1976–1980            |                                    |
| 09.   | Alketas Panagoulias | Griechenland       | 18     | 06    | 07    | 05          | 1983–1985            |                                    |
|       | Lothar Osiander     | /                  | 18     | 04    | 05    | 09          | 1986–1988            |                                    |
| 11.   | Dave Sarachan       | Vereinigte Staaten | 12     | 03    | 04    | 05          | 2017–2018            |                                    |
| 12.   | Phil Woosnam        | Wales              | 09     | 04    | 01    | 04          | 1968                 |                                    |
| 13.   | Walter Giesler      | Vereinigte Staaten | 08     | 01    | 01    | 06          | 1948–1949            |                                    |
|       | George Meyer        | Vereinigte Staaten | 08     | 01    | 02    | 05          | 1957, 1965           |                                    |

Stand: 11. Juli 2024

### Bisherige Trainer der Vereinigten Staaten von Amerika
- Thomas Cahill (1916)
- George Burford (1924)
- Nat Agar (1925–1926)
- George Burford (1928)
- Robert Millar (1930)
- David Gould (1934)
- Bill Lloyd (1937)
- Andrew Brown (1947)
- Bill Jeffrey (1950)
- John Wood (1952)
- Ernö Schwarz (1953–1955)
- Jimmy Mills (1956)
- John Herberger (1964)
- Phil Woosnam (1968)
- Gordon Jago (1969)
- Bob Kehoe (1971–1972)
- Max Wozniak (1973)
- Gene Chyzowych (1973)
- Gordon Bradley (1973)
- Dettmar Cramer (1974)
- Al Miller (1974)
- Manfred Schellscheidt (1975)
- Walt Chyzowych (1976–1980)
- Alkis Panagoulias (1983–1985)
- Lothar Osiander (1986–1988)
- Bob Gansler (1989–1991)
- John Kowalski (1991)
- Bora Milutinović (1991–1995)
- Steve Sampson (1995–1998)
- Bruce Arena (1998–2006)
- Bob Bradley (2006–2011)
- Jürgen Klinsmann (2011–2016)
- Bruce Arena (2016–2017)
- Dave Sarachan (2017–2018)
- Gregg Berhalter (2018–2022)
- Anthony Hudson (2023; interim)
- B. J. Callaghan (2023; interim)
- Gregg Berhalter (2023–2024)
- Mauricio Pochettino (seit 2024)

## All-Time-Best XI
Im Dezember 2013 wurden aus Anlass des 100-jährigen Jubiläums des US-Fußballverbandes die besten Nationalspieler gewählt. An der Wahl nahmen neben Medienvertretern auch aktuelle und ehemalige Spieler, Trainer und Schiedsrichter teil.
| Spieler           | Geburtsdatum       | Länderspiele | Länderspieltore | Zeitraum  |     |     |     |     |     |
| Tor               | Tor                | Tor          | Tor             | Tor       | Tor | Tor | Tor | Tor | Tor |
| ----------------- | ------------------ | ------------ | --------------- | --------- | --- | --- | --- | --- | --- |
| Brad Friedel      | 18. Mai 1971       | 082          | 0               | 1992–2004 |     |     |     |     |     |
| Abwehr            |                    |              |                 |           |     |     |     |     |     |
| Marcelo Balboa    | 8. August 1967     | 127          | 13              | 1988–2000 |     |     |     |     |     |
| Carlos Bocanegra  | 25. Mai 1979       | 110          | 14              | 2001–2012 |     |     |     |     |     |
| Steven Cherundolo | 19. Februar 1979   | 087          | 02              | 1999–2012 |     |     |     |     |     |
| Eddie Pope        | 24. Dezember 1973  | 082          | 08              | 1996–2006 |     |     |     |     |     |
| Mittelfeld        |                    |              |                 |           |     |     |     |     |     |
| Clint Dempsey     | 9. März 1983       | 136          | 57              | 2004–2018 |     |     |     |     |     |
| Landon Donovan    | 4. März 1982       | 157          | 57              | 2000–2014 |     |     |     |     |     |
| Tab Ramos         | 21. September 1966 | 081          | 08              | 1988–2000 |     |     |     |     |     |
| Claudio Reyna     | 20. Juli 1973      | 112          | 08              | 1994–2006 |     |     |     |     |     |
| Angriff           |                    |              |                 |           |     |     |     |     |     |
| Brian McBride     | 19. Juni 1972      | 095          | 30              | 1993–2006 |     |     |     |     |     |
| Eric Wynalda      | 9. Juni 1969       | 106          | 34              | 1990–2000 |     |     |     |     |     |

## Rekordspieler
In der Geschichte des US-Fußballs haben bereits 17 Spieler mindestens 100 Einsätze im Trikot der Nationalmannschaft absolviert. Lediglich für Mexiko und Saudi-Arabien werden ebenfalls 17 „Hunderter“ geführt. Letzter Neuzugang für die USA ist Jozy Altidore, der am 29. Januar 2017 sein 100. Länderspiel machte. Von den 2023 eingesetzten Spielern hat DeAndre Yedlin die meisten Spiele (81) bestritten.
| Platz       | Name             | Einsätze  | Tore | Position   | Zeitraum  | WM-Spiele | Gold-Cup-Spiele | Bemerkungen                                                                                      |
| ----------- | ---------------- | --------- | ---- | ---------- | --------- | --------- | --------------- | ------------------------------------------------------------------------------------------------ |
| 1           | Cobi Jones       | 164       | 15   | Mittelfeld | 1992–2004 | 11        | 20              | Rekordnationalspieler seit dem 11. Juni 2000                                                     |
| 2           | Landon Donovan   | 157 (155) | 57   | Angriff    | 2000–2014 | 12        | 34              | Rekordtorschütze                                                                                 |
| 3           | Michael Bradley  | 151 (150) | 17   | Mittelfeld | 2006–2019 | 08        | 24              |                                                                                                  |
| 4           | Clint Dempsey    | 141 (140) | 57   | Angriff    | 2004–2017 | 10        | 23              | Rekordtorschütze                                                                                 |
| 5           | Jeff Agoos       | 134       | 4    | Abwehr     | 1988–2003 | 03        | 15              |                                                                                                  |
| 6           | Marcelo Balboa   | 127       | 13   | Abwehr     | 1988–2000 | 08        | 09              | Erster US-Spieler mit 100 Länderspielen Rekordnationalspieler vom 28. Mai 1994 bis 11. Juni 2000 |
| 7           | DaMarcus Beasley | 126       | 17   | Mittelfeld | 2001–2017 | 11        | 23              |                                                                                                  |
| 8           | Tim Howard       | 121 (120) | 0    | Tor        | 2002–2017 | 07        | 12              |                                                                                                  |
| 9           | Jozy Altidore    | 115 (114) | 42   | Angriff    | 2007–2019 | 05        | 12              |                                                                                                  |
| 10          | Claudio Reyna    | 112 (111) | 8    | Mittelfeld | 1994–2006 | 10        | 12              |                                                                                                  |
| 11          | Carlos Bocanegra | 110 (108) | 14   | Abwehr     | 2001–2012 | 06        | 19              |                                                                                                  |
|             | Paul Caligiuri   | 110       | 5    | Mittelfeld | 1984–1997 | 07        | 08              |                                                                                                  |
| 13          | Eric Wynalda     | 106       | 34   | Angriff    | 1990–2000 | 08        | 21              |                                                                                                  |
| 14          | Kasey Keller     | 102 (101) | 0    | Tor        | 1990–2007 | 05        | 23              |                                                                                                  |
| 15          | Earnie Stewart   | 101 (100) | 17   | Mittelfeld | 1990–2004 | 11        | 05              |                                                                                                  |
| 16          | Tony Meola       | 100       | 0    | Tor        | 1988–2006 | 07        | 10              | Erster US-Torhüter mit 100 Länderspielen                                                         |
|             | Joe-Max Moore    | 100       | 24   | Angriff    | 1992–2002 | 04        | 10              |                                                                                                  |
| Rekordmarke |                  |           |      |            |           |           |                 |                                                                                                  |

Stand: 1. Juli 2024

## Rekordtorschützen
In der Geschichte des US-Fußballs haben bereits acht Spieler mindestens 20 Tore im Trikot der Nationalmannschaft geschossen. Landon Donovan ist der erste US-Amerikaner, der 50 Länderspieltore erzielen konnte.
| Platz | Name              | Tore | Einsätze | Quote | Zeitraum  | WM-Tore | Gold-Cup-Tore | Rekordtorschütze                    |
| ----- | ----------------- | ---- | -------- | ----- | --------- | ------- | ------------- | ----------------------------------- |
| 1     | Landon Donovan    | 57   | 157      | 0,36  | 2000–2014 | 5       | 18            | seit 19. Januar 2008                |
| 1     | Clint Dempsey     | 57   | 141      | 0,40  | 2004–2017 | 3       | 13            | seit 23. Juli 2017                  |
| 3     | Jozy Altidore     | 42   | 115      | 0,37  | seit 2007 | 0       | 04            |                                     |
| 4     | Eric Wynalda      | 34   | 106      | 0,32  | 1990–2000 | 1       | 07            | 21. Januar 1996 bis 19. Januar 2008 |
| 5     | Brian McBride     | 30   | 95       | 0,32  | 1993–2006 | 3       | 08            |                                     |
| 5     | Christian Pulisic | 30   | 71       | 0,42  | seit 2016 | 1       | 03            |                                     |
| 7     | Joe-Max Moore     | 24   | 100      | 0,24  | 1992–2002 | 0       | 02            |                                     |
| 8     | Bruce Murray      | 21   | 86       | 0,24  | 1985–1993 | 1       | 02            | bis 21. Januar 1996                 |
| 9     | Eddie Johnson     | 19   | 63       | 0,30  | 2004–2014 | 0       | 03            |                                     |

Stand: 1. Juli 2024

## Bilanzen gegen Mannschaften aus dem deutschsprachigen Raum

### Länderspiele gegenDeutschland
| Datum         | Ort                                | Ergebnis  | Art des Spiels                     | Torschützen                                                                       |
| ------------- | ---------------------------------- | --------- | ---------------------------------- | --------------------------------------------------------------------------------- |
| 13. Juni 1993 | Soldier Field                      | 3:4 (1:3) | U.S. Cup                           | 1:1 Dooley (26.), 2:4 Stewart (72.), 3:4 Dooley (81.)                             |
| 18. Dez. 1993 | San Francisco                      | 0:3 (0:1) | Freundschaftsspiel                 |                                                                                   |
| 21. Juni 1998 | Prinzenparkstadion                 | 0:2 (0:1) | WM-Gruppenphase                    |                                                                                   |
| 6. Feb. 1999  | Jacksonville                       | 3:0 (3:0) | Freundschaftsspiel                 | 1:0 Kirovski (15.), 2:0 Sanneh (24.), 3:0 Reyna (26.)                             |
| 30. Juli 1999 | Estadio Jalisco                    | 2:0 (1:0) | Konföderationen-Pokal-Gruppenphase | 1:0 Olsen (23.), 2:0 Moore (50.)                                                  |
| 27. März 2002 | Ostseestadion                      | 2:4 (1:1) | Freundschaftsspiel                 | 1:0 Mathis (17.), 2:4 Mathis (71.)                                                |
| 21. Juni 2002 | Ulsan-Munsu-Fußballstadion         | 0:1 (0:0) | WM-Viertelfinale                   |                                                                                   |
| 22. März 2006 | Westfalenstadion                   | 1:4 (0:0) | Freundschaftsspiel                 | 1:4 Cherundolo (85.)                                                              |
| 2. Juni 2013  | Robert F. Kennedy Memorial Stadium | 4:3 (2:0) | Freundschaftsspiel                 | 1:0 Altidore (13.), 2:0 ter Stegen (16./ET), 3:1 Dempsey (60.), 4:1 Dempsey (64.) |
| 26. Juni 2014 | Arena Pernambuco                   | 0:1 (0:0) | WM-Gruppenphase                    |                                                                                   |
| 10. Juni 2015 | Rheinenergiestadion                | 2:1 (1:1) | Freundschaftsspiel                 | 1:1 Diskerud (41.), 2:1 Wood (87.)                                                |
| 14. Okt. 2023 | Rentschler Field                   | 1:3 (1:1) | Freundschaftsspiel                 | 1:0 Pulisic (27.)                                                                 |

### Länderspiele gegen dieDDR
Der US-Verband listet zwei Spiele gegen „East Germany“, das zweite Spiel ist aber in den Statistiken zu den Spielen der DDR nicht verzeichnet.
Die zweite Begegnung war zugleich das Abschiedsspiel der DDR-Olympiaauswahl gegen die A-Nationalmannschaft der USA, welche an der WM 1990 teilnahm.
| Datum         | Spielort  | Gegner | Ergebnis  | Art des Spiels                                              | Torschützen                        |
| ------------- | --------- | ------ | --------- | ----------------------------------------------------------- | ---------------------------------- |
| 28. März 1990 | Berlin    | DDR    | 2:3 (1:2) | Freundschaftsspiel                                          | 1:2 Vermes (41.), 2:3 Murray (85.) |
| 28. Juli 1990 | Milwaukee | DDR    | 1:2 (0:2) | Freundschaftsspiel (Besondere Bedeutung als Abschiedsspiel) | 1:2 Eck (89.)                      |

### Länderspiele gegen dieSchweiz
(Ergebnisse aus US-amerikanischer Sicht)
1. 6. September 1978 in Luzern 0:2
2. 8. Februar 1985 in Tampa 1:1
3. 2. Juni 1990 in St. Gallen 1:2
4. 1. Februar 1991 in Miami 0:1 – Torschütze: Knup (90.).
5. 22. Januar 1994 in Fullerton 1:1
6. 18. Juni 1994 in Detroit 1:1 (WM-Vorrunde) – Torfolge: 0:1 Bregy (39.); 1:1 Wynalda (44.).
7. 17. Oktober 2007 in Basel 1:0 – Torschütze: Bradley (85.).
8. 25. März 2015 in Zürich 1:1 – Torschütze: Shea (45.).
9. 30. Mai 2021 in St. Gallen 1:2 – Torschütze: Lleget (5.).
10. 11. Juni 2025 in Nashville 0:4

### Länderspiel gegen Liechtenstein
(Ergebnis aus US-amerikanischer Sicht)
1. 30. Mai 1990 in Eschen 4:1 – Torfolge: 1:0 Vermes (10.); 1:1 Marxer (11.); 2:1 Balboa (53.); 3:1 Wynalda (66.); 4:1 Henderson (75.)

### Länderspiel gegen Luxemburg
(Ergebnis aus US-amerikanischer Sicht)
1. 4. Oktober 1980 in Luxemburg 2:0 – Torschützen: 1:0 Hulcer (25.); 2:0 Davis (63.)[12]

### Länderspiele gegen Österreich
(Ergebnisse aus US-amerikanischer Sicht)
1. 19. Juni 1990 in Florenz 1:2 (WM-Vorrunde) – Torfolge: 0:1 Ogris (52.); 0:2 Rodax (65.); 1:2 Murray (85.)
2. 22. April 1998 in Wien 3:0 – Torschützen: 1:0 Hejduk (55.); 2:0 McBride (89.); 3:0 Reyna (90.)
3. 19. November 2013 in Wien 0:1 Torschütze: 0:1 Marc Janko (33.)